# 소이 루나
《소이 루나》(스페인어: Soy Luna)는 2016년부터 현재까지 방영된 아르헨티나의 텔레노벨라이다.